# PGC 65391
LEDA/PGC 65391 ist eine leuchtschwache Galaxie im Sternbild Aquarius auf der Ekliptik, die schätzungsweise 261 Millionen Lichtjahre von der Milchstraße entfernt ist. Gemeinsam mit IC 1331 bildet sie ein gravitativ gebundenes Galaxienpaar.